# Да, господин Президент! (книга)
«Да, господин Президент!» — книга размышлений чиновника, который служит в Аппарате Правительства Российской Федерации о сущности современной российской бюрократии, о неписаных правилах в Кремле и российском «Белом доме». Юрий Павлов — псевдоним, возможно коллективный, группы чиновников Аппарата Правительства. Объявленный тираж книги — 500 экземпляров.
Название книги созвучно названиям британских телевизионных сериалов Джонатана Линна и Энтони Джея «Да, господин министр» и «Да, господин премьер-министр».

## Содержание книги
«…Вновь империя в повестке дня. Имперский проект в споре с другими государствообразующими концепциями в который раз одерживает верх. Программа строительства национального государства — новой России — свернута и убрана в стол. Означает ли это, что национальный проект провалился, что он исчерпан или оказался нежизнеспособен в силу внешних, либо внутренних причин? Кого и почему испугал национальный проект?..»
Рассматриваются проблемы России и попытки их решить, работа Правительства Российской Федерации и его аппарата, система ценностей российских чиновников, питерские и московские группы, параллели со временами Примакова, задачи второго президентского срока — благие намерения и пространство возможностей. В книге содержатся мнения о судьбе имперского проекта в новой России, а также призыв к чиновникам активно участвовать в политическом управлении страной и заменить высший управленческий слой российской бюрократии.

## Распространение книги
Книга «Да, господин Президент!» продавалась всего день или два, потом пропала из всех мест, где она была заявлена к продаже. Издательство «Лимбус Пресс» сообщило, что от лиц, напечатавших книгу, к ним поступило требование её не продавать, кроме того, их склад затопило водой, и часть тиража была испорчена.
Книга на момент выхода в 2006 году возглавила рейтинг интернет-магазина «Озон», однако заказчики книгу не получили. Распространяется в самиздате.